# Université Lucian-Blaga de Sibiu
L'université Lucian-Blaga de Sibiu est une université publique fondée en 1990 et située à Sibiu, en Roumanie. 